# Kathryn Forbes
 (janvier 2017).
Si vous disposez d'ouvrages ou d'articles de référence ou si vous connaissez des sites web de qualité traitant du thème abordé ici, merci de compléter l'article en donnant les références utiles à sa vérifiabilité et en les liant à la section « Notes et références ».
Pour les articles homonymes, voir Forbes (homonymie).
Kathryn Forbes, née Kathryn Anderson le 20 mars 1908 à San Francisco, en Californie, et morte dans la même ville le 15 mai 1966, est une romancière et nouvelliste américaine.

## Biographie
Sa grand-mère émigre de Norvège en Californie à la fin du XIXe siècle.
Elle travaille comme scripteur pour la radio et fait paraître en parallèle des nouvelle dans divers magazines, dont Collier's Weekly.
En 1943, elle publie son roman à succès Mama's Bank Account (1943) que le dramaturge John Van Druten adapte au théâtre sous le titre de I Remember Mama, un des gros succès du Broadway de 1944. L'œuvre est ensuite adaptée au cinéma par George Stevens sous le titre Tendresse (I Remember Mama) en 1948, puis sert de base à la série télévisée Mama (en), produite par CBS, qui connaît huit saisons (1949-1957).
Le roman de Forbes a également donné lieu à deux adaptations en comédie musicale, notamment I Remember Mama (en) (1979), sur une musique de Richard Rodgers et mettant en vedette Liv Ullmann.

## Œuvres

### Roman
- Mama's Bank Account (1943)

### Nouvelles
- Long Engagement (1941)
- Oldanya Plays Cupid (1942)
- Hurry-Up Charlie (1943)
- Memo at Midnight (1944)
- Minstrel Boy (1945)
- When We Were All at Home (1945)
- Transfer Point (1947)
- Every Bride Is Beautiful (1959)
- Can’t We Be Friends? (1960)